# Jean Baisnée
Jean Baisnée (ur. 16 września 1931 w Pont-Hébert, zm. 6 lipca 2021) w Les Angles (Gard) – francuski profesor literatury, urzędnik państwowy, pisarz i tłumacz.
Był dyrektorem Instytutu Francuskiego w Krakowie w latach 1981-1985, a także koordynatorem wielostronnym w Dyrekcji Generalnej ds. Stosunków Kulturalnych, Naukowych i Technicznych we francuskim Ministerstwie Spraw Zagranicznych, jak również prezesem Stowarzyszenia Centrów Młodzieży i Podróży Festival d'Avignon. 6 maja 2014 otrzymał z rąk Ambasadora RP w Paryżu Krzyż Oficerski Orderu Odrodzenia Polski